# Seara Nova

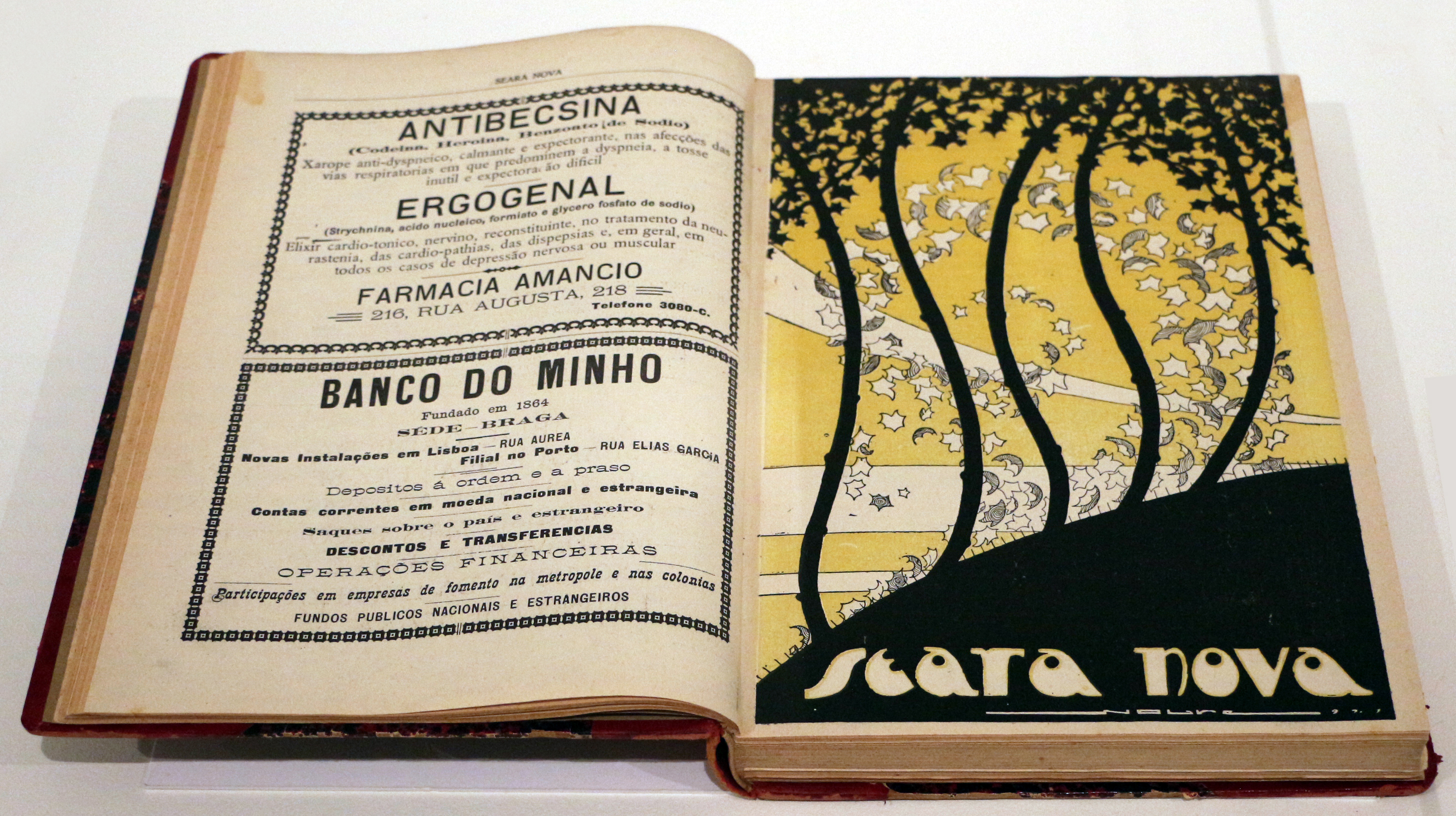
Un numero di Seara Nova del 1921

Seara Nova (in italiano, Nuovo Raccolto) è una rivista culturale, politica e letteraria portoghese, fondata nel 1921 e il cui periodo di maggiore rilevanza culturale e sociale è considerato quello compreso tra il 1921 e il 1984.

## La rivista
I fondatori della rivista Seara Nova furono  Raul Proença, Raul Brandão, Luís da Câmara Reys, Augusto Casimiro, e Jaime Cortesão, cui si affiancarono, sin dai  primi numeri, António Sérgio, Aquilino Ribeiro, José Rodrigues Miguéis, Hernâni Cidade e altri autori minori riunitisi allora già da tempo nel gruppo detto della Biblioteca Nacional, ove lavoravano.
Così come aveva cercato di fare il movimento della Renascença Portuguesa e della rivista A Águia all'inizio degli Anni 1910, anche quello di Seara Nova provò a cercare e fornire proposte e risposte culturali che provocassero una rigenerazione nazionale, di fronte al clima decadente dovuto alle successive crisi istituzionali, sociali, politiche e intellettuali che investivano il Portogallo ormai da decenni.   
Alcuni dei fondatori e collaboratori di Seara Nova avevano infatti militato nella Renascença Portuguesa, tuttavia, se ne erano in seguito distaccati, per via dell'ideale saudosista che la caratterizzava e che veniva letto da alcuni seareiros come una forma di passatismo irrealistico. Tra questi, Raul Proença, António Sérgio e Jaime Cortesão sono spesso stati considerati come il nucleo del cosiddetto Gruppo di Seara Nova.   
Seara Nova si propose fin da subito di essere - e rimase, anche nei decenni della dittatura portoghese - un progetto militante, repubblicano, democratico e internazionalista di stampo socialista, ma non giacobino né partitico, il cui obiettivo principale era quello di educare l'élite intellettuale e la società portoghesi attraverso la critica e le proposte culturali e politiche, che spesso costituirono la principale opposizione culturale, democratica e di sinistra, degli intellettuali portoghesi al regime dittatoriale di Salazar, il cosiddetto Estado Novo.

## Collaboratori
Tra le centinaia di importanti collaboratori della rivista Seara Nova, figurano moltissimi tra i principali nomi della cultura portoghese del Novecento, tra cui, oltre ai fondatori della rivista, molti scrittori, artisti e filosofi di primo piano nel panorama lusitano, come José Saramago, Florbela Espanca, António Sérgio, José Régio, Agostinho da Silva, Vitorino Nemésio, João Gaspar Simões e Hernâni Cidade, solo per citarne alcuni.